# Andriej Nikiforow
Andriej Nikiforow (ur. 25 stycznia 1974) – kazachski zapaśnik walczący w stylu klasycznym. Zajął 27. miejsce na mistrzostwach świata w 1997. Czwarty igrzysk wschodniej Azji w 1997. Brązowy medal na mistrzostwach Azji w 1997 roku.